# Lydia Prugger
Lydia Prugger (* 22. Januar 1969) aus Ramsau am Dachstein ist eine österreichische Skibergsteigerin.

## Leben
Zum Skibergsteigen kam sie zunächst durch ihren Vater und später durch ihren Mann, der Bergführer ist. Sie ist seit 2006 Rekordhalterin beim Hochwurzen-Berglauf. Seit der Aufstellung durch die ASKIMO gehört sie bis 2011 dem Österreichischen Nationalkader im Wettkampf-Skibergsteigen an.
Lydia Prugger ist mit Hans Prugger verheiratet und hat drei Kinder.

## Erfolge
- 2006: 
  - 1. Platz und Rekordzeit beim Hochwurzen-Berglauf

- 2007:
  - 1. Platz beim Hochwurzen-Berglauf
  - 1. Platz Lesachtaler Tourenschilauf
  - 1. Platz Loser-Skitourenrennen
  - 3. Platz bei der Knappen-Königs-Trophy, Bischofshofen
  - 4. Platz bei der Tour des Mountain-Attack

- 2008:
  - 1. Platz Österreichische Meisterschaft Skibergsteigen beim Rofan Xtreme
  - 1. Platz und Rekordzeit auf der neuen Strecke beim Hochwurzen-Berglauf
  - 1. Platz Laserzlauf
  - 1. Platz Lesachtaler Tourenschilauf
  - 2. Platz Mountain Attack Tour
  - 4. Platz bei der Weltmeisterschaft Vertical Race
  - 10. Platz bei der Weltmeisterschaft Skibergsteigen Einzel
  - 1. Platz Dachstein X-TREME

- 2009:
  - 1. Platz Österreichische Meisterschaft Skibergsteigen Vertical beim Champ or Chramp
  - 2. Platz Österreichische Meisterschaft Einzel bei der Hochkönigs-Trophy
  - 1. Platz Österreichische Meisterschaft Team (mit Michaela "Michi" Eßl)
  - 1. Platz Laserzlauf
  - 1. Platz Mountain Attack Tour
  - 1. Platz beim Preberlauf
  - 1. Platz bei der Wurmmaulumrundung in Italien[2]
  - 12. Platz bei der Europameisterschaft in Italien (Individual Race)
  - 5. Platz beim Weltcuprennen Dachstein X-TREME
  - 1. Platz und wieder neue Rekordzeit beim Hochwurzen-Berglauf
  - Gesamtsieg ASTC Wertung

- 2010:
  - 1. Platz Österreichische Meisterschaften Skibergsteigen Vertical beim Champ or Chramp
  - 2. Platz Österreichische Meisterschaften Einzel beim Achensee X-Treme
  - 2. Platz bei der Mountain Attack Tour
  - 1. Platz beim Hochwurzen-Berglauf
  - 2. Platz Hochkönigstrophy
  - 3. Platz bei der Weltmeisterschaft in Andorra (in der Staffel mit Michi Eßl und Veronika Swidrak)
  - 6. Platz bei der Weltmeisterschaft in Andorra (Vertical Race)
  - 14. Platz bei der Weltmeisterschaft in Andorra (Individual Race)
  - 3. Platz bei der Patrouille des Glaciers in der Schweiz - Weltcup
  - 8. Platz beim Weltcup in Italien (Sprint)
  - 7. Platz beim Weltcup in der Schweiz (Team mit Michi Eßl)
  - 1. Platz beim Race the Skywalk - Klettersteigrennen

- 2011:
  - 1. Platz Österreichische Meisterschaften Skibergsteigen Vertical beim Champ or Chramp
  - 3. Platz Österreichische Meisterschaften Einzel beim Achensee X-Treme
  - 1. Platz Stoderzinken Challenge 2011
  - 2. Platz Laserzlauf
  - 1. Platz Hochwurzen-Berglauf
  - 8. Platz bei der Weltmeisterschaft in Italien (Vertical Race)
  - 11. Platz bei der Weltmeisterschaft in Italien (Individual Race)
  - 6. Platz bei der Weltmeisterschaft in Italien (in der Staffel mit Michi Eßl und Veronika Swidrak)
  - Mezzalama mit Michi Eßl und Veronika Swidrak
  - Beendet ihre erfolgreiche Karriere im Österreichischen Nationalteam für Wettkampf-Skibergsteigen
  - 1. Platz beim Race the Skywalk - Klettersteigrennen

- 2012:
  - 1. Platz beim Race the Skywalk - Klettersteigrennen

- 2013:
  - 1. Platz beim Race the Skywalk - Klettersteigrennen

- 2014:
  - 1. Platz beim Race the Skywalk - Klettersteigrennen[3]